# 베이징 지하철 이좡선
베이징 지하철 이좡 선(중국어 간체자: 北京地铁亦庄线, 병음: Běijīng dìtiě yìzhuāng xiàn 역장선[*])은 2010년 12월 30일에 개통된 베이징 지하철의 노선 중 하나로, 펑타이, 차오양, 다싱, 퉁저우의 4개 구를 통해, 이좡 신청 경제 기술 개발구에 이르는 노선이다. 이 노선은 쑹자좡 역(宋家庄站)에서 시작하여 이좡 역(亦庄火车站)에서 종착한다. 총 길이는 23.3km로, 14개의 역이 있으며, 이중 8개는 지상에, 6개는 지하에 위치해 있다. 이좡 선의 쑹자좡 역에서 5호선과 10호선의 두 노선으로 환승 할 수 있으며, 이좡 역에서 징진 고속철도(京津城际铁路)를 이용할 수 있다. 노선색은 분홍색이다. 2007년 12월 8일에 건설이 시작되어, 2010년 12월 30일에 개통되었다.

## 철도역

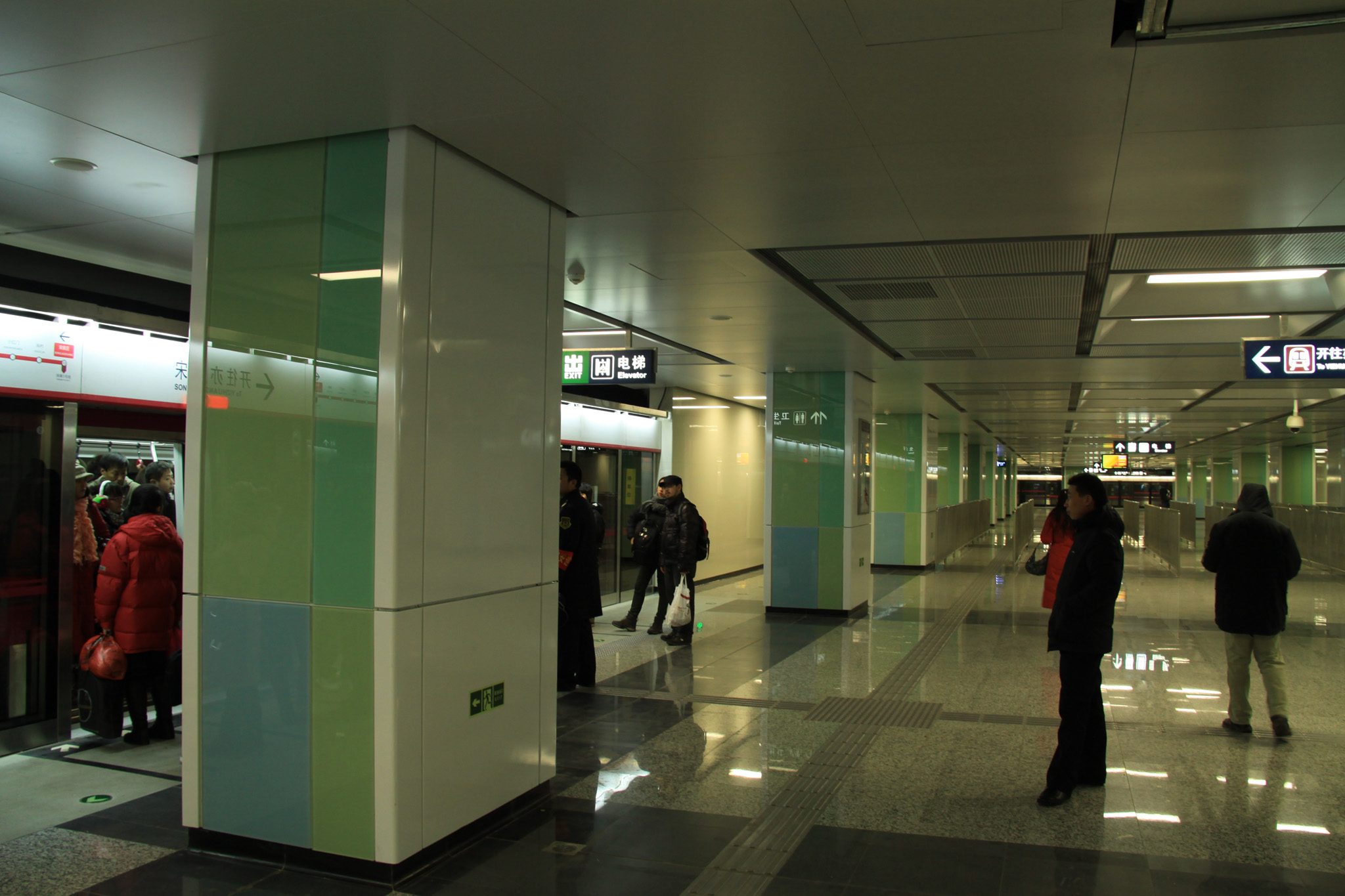
숭좌장 역의 교외 방향 환승 승강장, 좌측은 이좡 선 교외 방향 열차이며, 약간 떨어져 있는 거리에 5호선 숭좌장 종점 역이 있다.

이좡 선은 14개의 역이 있으며, 이 중 숭좌장 역~샤오훙먼 역, 츠취 남역~이좡 역은 지하에, 주궁 역~징하이루 역은 지상에 있다. 지하 역에서 숭좌장 역 외의 나머지 역은, 쌍섬식 승강장인 점에서 5호선과 유사하고, 내부 형태에서 다소 다른 점이 있다. 지상 고가 역은 상대식 승강장으로, 외부 형태는 두가지 유형(“飘板”또는“木盒子”)으로 구분된다.주궁 역, 이좡문화원 역, 퉁지난루 역 등에는 200개의 주차 공간의 용량을 가진 주차 시설을 갖추고 있다.
숭좌장 역은 베이징 지하철 5호선, 10호선과 환승할 수 있으며, 이좡 역에서는 징진 고속철도(京津城际铁路)를 이용할 수 있다.(아직 기차역은 개통되지 않았다.)
장기 계획에서, 다른 노선과 환승될 예정인 역은 아래와 같다.:
- 주궁 역 (L5 환승)
- 룽징둥제 역 (L5 환승)
- 징하이루 역 (M12 환승)
- 츠취 역 (17호선 환승)
- 이좡 역 (S6 환승)

| 역이름      | 중국어     | 영어표기                 | 환승           | 영업거리 | 비고      |
| ----------- | ---------- | ------------------------ | -------------- | -------- | --------- |
| 쑹자좡      | 宋家庄     | Songjiazhuang            | ■5호선 ■10호선 | -        | 펑타이 구 |
| 샤오춘      | 肖村       | Xiaocun                  |                | 2.84     | 차오양 구 |
| 샤오훙먼    | 小红门     | Xiaohongmen              |                | 1.33     | 차오양 구 |
| 주궁        | 旧宫       | Jiugong                  |                | 2.38     | 다싱 구   |
| 이좡차오    | 亦庄桥     | Yizhuangqiao             |                | 1.98     | 다싱 구   |
| 이좡 문화원 | 亦庄文化园 | Yizhuang Culture Park    |                | 1.00     | 다싱 구   |
| 완위안제    | 万源街     | Wanyuanjie               |                | 1.54     | 다싱 구   |
| 룽징둥제    | 荣京东街   | Rongjingdongjie          |                | 1.27     | 다싱 구   |
| 룽창둥제    | 荣昌东街   | Rongchangdongjie         |                | 1.36     | 다싱 구   |
| 퉁지난루    | 同济南路   | Tongjinanlu              |                | 2.34     | 퉁저우 구 |
| 징하이루    | 经海路     | Jinghailu                |                | 2.26     | 퉁저우 구 |
| 츠취 남     | 次渠南     | Ciqu South               |                | 2.07     | 퉁저우 구 |
| 츠취        | 次渠       | Ciqu                     |                | 1.26     | 퉁저우 구 |
| 이좡 역     | 亦庄火车站 | Yizhuang Railway Station |                | 1.26     | 퉁저우 구 |

## 기술

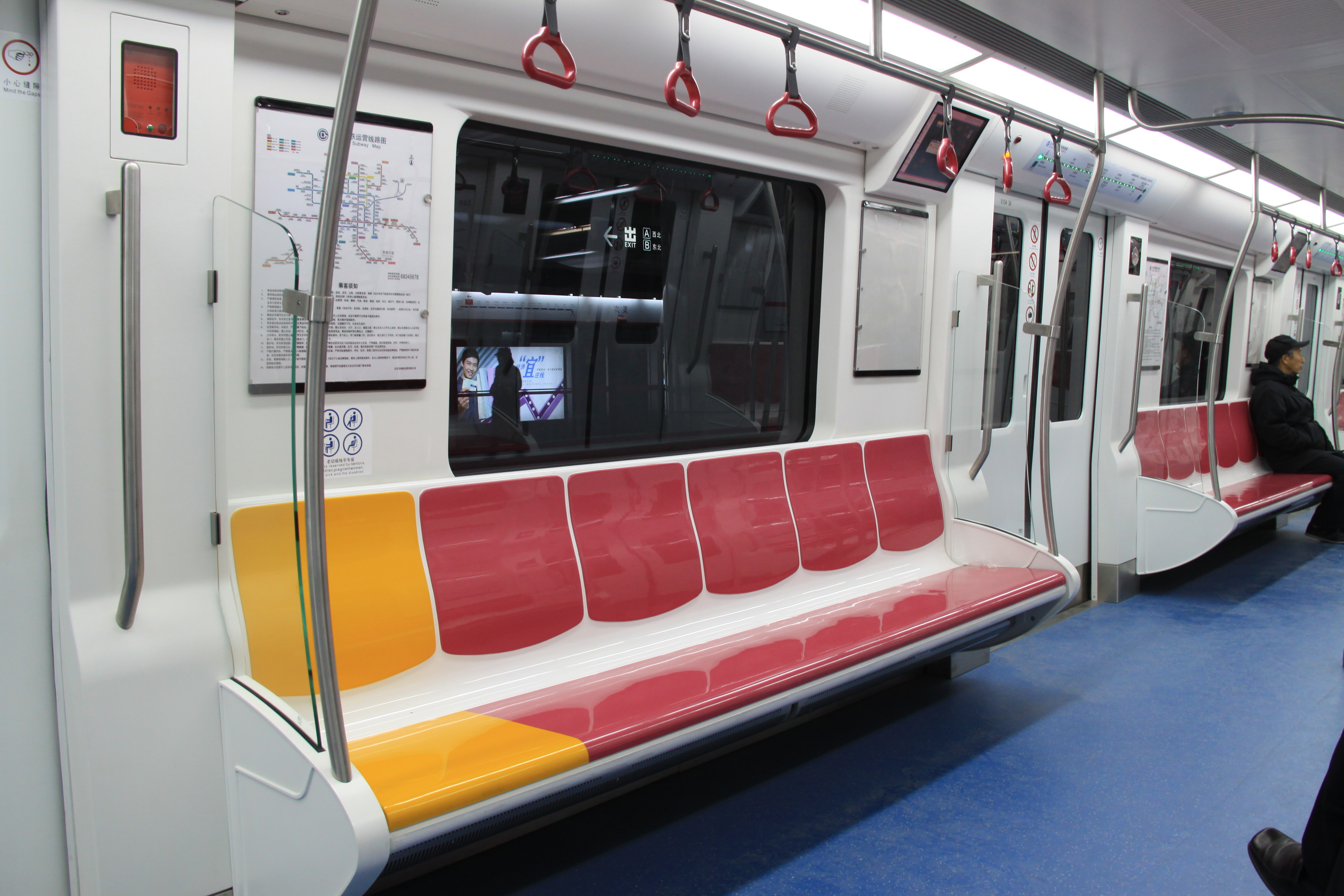
베이징 지하철 이좡 선의 좌석, 특수한 사람을 위한 특수 좌석은 노란색으로 도색되었다.

이좡 선은 중국에서 자체적으로 만들어진 신호 시스템을 사용하는데, 구매 비용과 운영 비용을 절감하기 위해, 외국 기업을 대체하여 베이징 지하철 신호 시스템을 독점하고 있다.

## 같이 보기
- 베이징 지하철
- 베이징 지하철 5호선